# Ministry of Sound
Ministry of Sound (MoS) és un dels clubs nocturns més famosos del món dedicats a la música electrònica. Recentment ha aconseguit el sisè lloc en la llista dels 100 clubs més importants del món.
Ministry of Sound va ser fundat per James Palumbo, Humphrey Waterhouse i el DJ Justin Berkmann l'1 de setembre del 1991, però no va obrir oficialment fins al 21 d'aquell mateix mes. Encara és majoritàriament controlat per Jamie Palumbo, fill de Lord Peter Palumbo. Des de la seva obertura, el MoS, com a marca, s'ha estès a una gran quantitat d'àrees. Els premis van posar a Palumbo a la llista del Sunday Times de les persones més riques del 2004, amb una fortuna estimada de 154 milions €.

## Nightclubs
Ministry of Sound va sorgir com una idea de Justin Berkmann. Inspirat pel New York's Paradise Garage, Berkmann es va proposar crear el primer club de Londres dedicat a les escenes nord-americanes de música house de Newark (Nova York) (que es va centrar al voltant del Club Zanzibar), Chicago i Detroit. A diferència d'aconseguir un equilibri entre els segells típics d'un lloc de música en directe, Ministry of Sound es va concebre com un escenari exclusivament dedicat al so. Berkmann va afirmar: "El meu concepte per al Ministry va ser purament això: el primer sistema de so al 100%, les llums en segon lloc i el disseny en tercer, al contrari de la idea de tots els altres clubs".
Berkmann va ser presentat a James Palumbo, que treballava en finances immobiliàries en aquest moment, per part de Humphrey Waterhouse per realitzar el concepte. El lloc, que va començar sent un garatge d'autobusos en desús, està situat a Elephant & Castle a Southwark, Zona 1 al Sud de Londres, Bakerloo Line.
Amb els discos d'obertura de la casa nord-americana i els DJ's de garatge Larry Levan, David Morales, Roger Sanchez i Tony Humphries, Ministry of Sound va créixer com a seu de clubs. Ara atrau al voltant de 300,000 clubbers per any i ha allotjat jocs de DJ populars incloent: Adam Beyer, DJ Harvey, Dixon, Marshmello i Pete Tong. Ha guanyat el premi IDMA 'Best Sound System' quatre anys consecutius.
Com a seu, el Ministeri de So de Londres opera tres nits a la setmana: Els divendres presenten la marca Lock 'n Load, els dissabtes estan dominats per la música house i electro de la mà de populars DJ’s com Pete Tong, Josh Wink, Beat Fresh, David Guetta, Sasha o Erick Morillo i els diumenges fan una variació de música.
Els dissabtes estan dominats per la música house i electro de la mà de populars DJ’s com Pete Tong, Josh Wink, Beat Fresh, David Guetta, Sasha o Erick Morillo
El 2016 van destacar els generes musicals com: Glitterbox, Rinse FM, Hospitality i Together.
Des del 2002, els dimarts, el club acull estudiants per fer classes anomenades Milkshake, on ensenyen a com ser un DJ.

## Ministry of Sound London
Després de setmanes de festes 'secretes', el Ministry s'havia donat a conèixer a través del boca a boca.
Ministry of Sound va ser una de les peces clau en el desenvolupament de la música house i dels superclubs a començament dels anys 90. En els seus inicis es va distanciar d'altres clubs nocturns de Londres amb ubicacions separades dels barris nocturns. Un bar sense alcohol i un excel·lent sistema de so; tot això dissenyat per atraure els amants de la música. El MoS disposa de 4 sales al seu interior: The Box, The Bar, The Baby Box i Loft, a més de la sala VIP.
Des d'abril de 2008, tots els divendres són les sessions The Gallery, que compten amb DJs de tràngol de primera línia comptant amb residents com Markus Schulz, Sander Van Doorn, Judge Jules, Tall Paul, Sister Bliss, Gavyn Mitchell, The Viceroy i John Askew.

## Roba
A mes de vendre entrades, al Ministry of Sound es pot comprar roba de marca com jaquetes del 91 o camises de la epoca. La major part de la roba pot costar entre £25.00 fins a £250.00 o mes.
Es pot demanar per la pàgina oficial del Ministry on t'envien la roba que vols.

## Playlists
- Ministry of Sound conté 9 llistes amb músiques diferentes a cadascuna de les llistes:
  - Garage Heads amb cançons com: 21 Seconds, What U Do, Crazy Love...
  - Ibiza Anthems amb cançons com: Panic Room, Cola, Pjanno...
  - Dance Nation amb cançons com: All Night, Old Friend, Play...
  - R&B Mixtape amb cançons com: Options, Needed Time, Advice...
  - Weekend Warmup amb cançons com: Giant, In My Mind, Say My Name...
  - Rave Nation amb cançons com: Story Of My Life, Danzer, Caress Me...
  - Chilled amb cançons com: Better, Body, All My Friends...
  - Saturday Night amb cançons com: How Deep Is Your Love, Five More Hours...
  - Fitness Freaks amb cançons com: One Kiss, 1999, New Rules...